# Уэлч, Колин
Колин Уэлч (англ. James Colin Ross Welch; 23 апреля 1924, Иклтон, Великобритания — 28 января 1997, Фроксфилд, Великобритания) — известный британский журналист специализирующийся на политических обозрениях. Получил известность благодаря критике действий английского правительства. Работал в издательстве «The Herald» и «The Daily Telegraph».

## Биография
Джеймс Колин Росс Уэлч родился в 1924 году в Иклетонском аббатстве, графство Кембриджшир. Получил образование в школе Стоу, Кембридж. С началом Второй мировой войны Уэлч записался в ряды вооружённых сил Великобритании. Изначально он планировал присоединиться к Колдстримской гвардии, но попытка не увенчалась успехом и Уэлч был зачислен в Королевский полк Уорикшира. Дважды был ранен в боях во Франции. После возвращения домой продолжил обучение в Кембридже. Был арестован и отчислен после того, как в одном из лондонских ночных клубов в компании единомышленников критиковал британское правительство и конкретно нового бурсара (финансового менеджера) своего учебного заведения. В 1948 году был принят на должность суб-редактора шотландского "The Herald". Во время работы в Глазго встретил Сибиллу Рассел (англ. Sybil Russell) которую взял в жены в 1950 году. В это же время стал редактором газеты «The Daily Telegraph». В издательстве этой газеты Уэлч занимал различные должности: главный редактор, корреспондент в Парламенте, обозреватель, заместитель редактора. На протяжении всей своей карьеры он работал военным корреспондентом в Малайе, Бирме, Индокитае и Корее. Как независимый журналист сотрудничал с канадскими службами радиовещания BBC и Pacifica Radio. На его счету интервью с ключевыми фигурами антиимпериалистического и национально-освободительного движения на Ближнем Востоке (особенно в Палестине), а также в Азии (Вьетнам). Уэлч тесно сотрудничал с Моше Менухином — видным еврейским антисионистом.